# Famille de Nompère
Pour les articles homonymes, voir Champagny.
La famille de Nompère est une famille subsistante de la noblesse française, originaire du Forez.

## Histoire
Cette famille, originaire du Forez, remonte à Jean Nompère, qui avait deux fils et une fille, de Jeanne Busson, son épouse.
Ses descendants ont constamment porté les armes, soit au ban et arrière-ban de la noblesse du pays, soit en qualité d'officiers de divers grades dans les armées des rois de France, où la plupart ont servi d'une manière bien distinguée.
Cette famille a formé deux branches :
- Branche de Pierrefitte et de Champagny (entre Saint-Haon-le-Vieux et Ambierle[1]) ;
- Branche de Rongefer (Saint-Nizier-sous-Charlieu) et de la Huchette (sans doute à Iguerande), éteints à la fin du XIIe siècle.

La première, qui fut maintenue dans sa noblesse par arrêt du conseil d'état du Roi, du 12 septembre 1670, fut représentée depuis par Jean-Baptiste de Nompère de Champagny, duc de Cadore, ancien ministre des Relations extérieures, nommé pair de France par l'ordonnance royale du 5 mars 1819.
La famille de Nompère compte parmi les familles subsistantes de la noblesse française.

## Généalogie

### Branche de Champagny et Pierrefitte
- François Jean-Baptiste de Nompère (° baptisé le 7 février 1668 à Saint-Haon-le-Vieux - † 20 mars 1722 à Saint-Haon-le-Vieux), seigneur de Champagny et de Pierrefitte, était capitaine (1707) et intendant en la généralité de Lyon. Il fut maintenu noble par jugement rendu à Lyon le 23 février 1707, par M. Trudaine.
Il épousa, le 12 décembre 1690 à Roanne, Marguerite Courtin de Lamotte-Saint-Vincent (° 1672 - † 1756), fille de François Courtin (° 1636 - † 1694), écuyer, seigneur de Saint-Vincent-de-Boisset, de La Motte, de Châteauneuf, de La Cour et autres lieux, avocat au Parlement, conseiller du roi, prévôt des maréchaux de France en l'élection de Roannais, chevalier du guet à Roanne, maintenu noble en 1681 par arrêt de la Cour des Aides de Paris, dont :
  - Jean-Baptiste de Nompère de Champagny (° baptisé le 12 avril 1693 à Roanne), seigneur de Champagny, écuyer, chevalier, capitaine au régiment de Bigorre. Jean-Baptiste fut reconnu dans sa noblesse le 19 mai 1739 par le juge royal de la ville de Charlieu.
Il épousa, le 22 janvier 1721 à Roanne (acte de mariage du 19 février 1721 à Roanne), Claudine (Claude Marie) Mathieu de Bachelard (° 1705), fille de Claude Mathieu, sieur de Bachelard, dont il eut :
    - Nicolas de Nompère de Champagny (° 3 mai 1724), seigneur de Champagny, Pierrefitte et autres terres en Forez, page de la reine (1739), capitaine au régiment de Dauphin-Cavalerie, chevalier de Saint-Louis, marié, le 10 février 1755 en la chapelle de Lyonne (Cognat-Lyonne), avec Marie Marguerite de Reclesne (° 1725 - † 1765), fille de Benoît de Reclesne (° 1681 - † 1762), seigneur de Lyonne, dont :
      - Marie Ursule Jeanne Margueritte Elisabeth de Nompère de Champagny (° 28 juillet 1756 à Cognat-Lyonne)
      - un fils (° 28 juillet 1757 à Cognat-Lyonne - † 3 août 1757 à Cognat-Lyonne) ;
      - Marie Claude de Nompère de Champagny (° 12 septembre 1759 à Cognat-Lyonne - † 13 décembre 1789 à Cognat-Lyonne), marié, le 17 février 1789, avec Marie Anne Elisabeth de Lingendes, dont :
        - Nicolas de Nompère de Champagny (° 6 septembre 1789 à Cayenne - † 4 mai 1863 au château de Kerduel (Pleumeur-Bodou), militaire et maire de Pleumeur-Bodou de 1848 à 1852, épousa Caroline de La Fruglaye (° 18 juillet 1805 à Ploujean - † 26 février 1864 à Pleumeur-Bodou), fille de Paul de La Fruglaye (° 12 mars 1766 à Quimper - † 1849 à Morlaix), officier de dragons, colonel de la Légion du Finistère, chevalier de Saint-Louis, maire de Ploujean, dont :
          - Henri de Nompère de Champagny (° 17 juin 1831 à Ploujean - † 10 avril 1885 au château de Kerduel (Pleumeur-Bodou), député puis sénateur des Côtes-du-Nord, maire de Pleumeur-Bodou, marié le 30 mai 1858 à Plouvorn, avec Clémentine Marie Audren de Kerdrel (° 1840 - † 1899), fille de Casimir Audren de Kerdrel (° 1807 - † 1862), dont :
            - Henri Clément Nicolas Marie de Nompère de Champagny (° 1er avril 1859 - † 8 décembre 1933), conseiller général du canton de Perros-Guirec et maire de Pleumeur-Bodou, marié vers 1890, avec une fille de Robert Ernest de Curel (° 1829 - † 1893), dont il eut :
              - Henry de Nompère de Champagny (16 septembre 1890 au château de Kerduel (Pleumeur-Bodou) - † Mort pour la France le 14 mars 1944 en déportation au camp de Flossenbürg en Allemagne). Élève de l'École Spéciale Militaire de Saint-Cyr (promotion de la Moskova 1910 - 1914), officier de l'Armée française (colonel) durant les Première et Seconde Guerres mondiales, résistant, maire de Somloire de 1920 à 1944, conseiller général du canton de Vihiers de 1928 à 1938, marié le 16 juin 1919, avec Yvonne des Nouhes de Loucherie (fille unique, et dernière du nom de cette antique famille du Poitou)(° 13 février 1896 à Paris - † 3 novembre 1988 à Paris), dont il eut sept enfants :
                - cinq filles : Aliette (comtesse de Calan), Anne (Madame Yves Huon de Penanster de Fontaine), Marie-Antoinette (Comtesse Gabrielle de Varine-Bohan), Iveline (Comtesse Pierre de Langle) et Yolande (religieuse et Mère supérieur durant plus de 30 ans des Orantes de l’Assomption).
                - deux fils, Aymar (Pere blanc, mort et enterré au Mali) et Henry élève de l'École Spéciale Militaire de Saint-Cyr (promotion Général Leclerc 1946 - 1948), mort en Indochine;

              - Anne de Nompère de Champagny (° 1892 - † 1955), mariée avec M. de Couëssin du Boisriou ;
              - Yves Marie de Nompère de Champagny, (° 1895 - † 1969) comte de Champagny, 6e duc de Cadore. Par jugement du tribunal civil de la Seine du 18 juillet 1919, confirmé en cour d'appel de Paris le 8 octobre suivant et transcrit sur les registres d'état civil de Paris VIIIe le 19 novembre 1919, Emma de Nompère de Champagny (° 1858 - † 1932), fille de Jérôme-Paul de Nompère de Champagny, 5e duc de Cadore adopta, sous le nom de « de Nompère de Champagny de Cadore », son « neveu »[2] Yves de Nompère de Champagny de Cadore, arrière-petit-fils de Nicolas de Nompère de Champagny (issu de la branche aînée de la famille). Ce dernier a porté le titre de duc de Cadore conformément aux lettres patentes de Napoléon Ier signées en 1809 permettant la transmission du titre par les femmes[3].
 Yves avait épousé, le 9 mars 1923 à Paris XVIe, Henriette d'Estampes (° 13 juillet 1897 à Paris VIIIe - † 8 juillet 1995 à Paris, inhumée au cimetière du Montparnasse (315 P 1834)), fille du marquis Robert Jacques d'Estampes (° 1862 - † 1930), dont il eut :
                - Henri Marie de Nompère de Champagny (° 1924 - † 2010), comte de Champagny, marquis puis 7e duc de Cadore. Il épousa en 1949, Françoise de Pierre de Bernis († 2010), sans postérité ;
                - Marie Henriette de Nompère de Champagny de Cadore (° 1925 - † 22 octobre 2013). Elle épousa le 22 avril 1950, François de Bodin (° 1922 - † 2000), vicomte de Galembert, dont postérité ;

            - Caroline de Nompère de Champagny (° le 10 septembre 1860 à Plouvorn - † 1932), mariée avec Louis Florian Marie Auguste Gouyon de Beaufort (° 1859 - † 1934), dont postérité.

          - Marie Victoire de Nompère de Champagny (° 1834 - † 10 décembre 1887 à Pléneuf), mariée, le 28 octobre 1856 à Pleumeur-Bodou, avec Arthur François de La Goublaye de Nantois (° 1826 - † 1888), dont postérité ;
          - Louisa de Nompère de Champagny (° 8 septembre 1836 - † 7 mars 1912), mariée, le 17 avril 1860 à Pleumeur-Bodou, avec Eudes de Quemper de Lanascol (° 1832 - † 1878), dont postérité.

      - une fille (° 6 septembre 1760 à Cognat-Lyonne - † 19 septembre 1760 à Cognat-Lyonne) ;
      - Elizabeth Victoire Francoise Xavier de Nompère de Champagny (° 17 septembre 1760 à Cognat-Lyonne) ;

    - Charles de Nompère de Pierrefitte (° 27 juillet 1725 à Commelle), seigneur de Champagny, chevalier, écuyer, page du roi (1740), lieutenant-colonel au régiment d'Artois de cavalerie (grièvement blessé à Minden en 1759), chevalier de Saint-Louis (1762), premier page du dauphin (1768), prévôt général du Lyonnais, du Forez et du Beaujolais.
Il épousa, le 26 juillet 1755 à Roanne, Geneviève Dubost de Boisvert (° 1722 - † 13 septembre 1762 à Roanne), fille de Claude Dubost de Boisvert (1690-1754), seigneur de Boisvert, capitaine d'infanterie. Après la mort de sa femme, en 1762, il se remaria, le 8 octobre 1765 à Saint-Léger-sur-Roanne, avec Louise-Nicole Terray (° 18 août 1709 à Roanne - † après 1765), sœur de l'abbé Terray, le fameux contrôleur général des finances de Louis XVI. Il avait eu, de son premier mariage :
      - Jean-Baptiste de Nompère de Champagny (° 4 août 1756 à Roanne - † 3 juillet 1834 à Paris Xe), contre-amiral, homme politique français, diplomate, comte de Champagny (24 avril 1808), 1er duc de Cadore (15 août 1809), membre de la Chambre des pairs, marié, le 22 janvier 1787 à Saint-Vincent-de-Boisset à Victoire Blandine Hue de Grosbois (° 4 janvier 1770 à Roanne - † 4 février 1821 à Paris Xe, inhumée au cimetière du Montparnasse (3e division, 315 P 1834)), fille d'Antoine Hue de Grosbois (° 1735 - † 1771), seigneur de Grosbois, capitaine au corps royal d'artillerie :
        - Auteurs de la branche des ducs de Cadore ;

      - Louis Annet de Nompère de Champagny (° 4 septembre 1757 à Roanne - † 14 janvier 1827 à Paris), prêtre. Il fonda une maison d'éducation à Fontainebleau, puis sous le Premier Empire, il commande le dépôt de Cluny de 1806 à 1822 et fut nommé recteur de l'académie de Lyon le 3 février 1809. Proviseur du lycée de Lyon du 3 février 1810 à 1815.

    - Pierre de Nompère (° 17 mars 1732) ;
    - Claudine Anne de Nompère (° 17 mai 1734, baptisée le 18 mai 1734 à Roanne (paroisse St Étienne)), élève de la Maison royale de Saint-Louis à Saint-Cyr (preuves de noblesse du 9 mai 1746, sortie le 2 avril 1754), mariée, le 17 janvier 1758 à Roanne, avec Palamède Gilbert Baudinot de La Salle (° 1728 - † 1791), seigneur de La Salle, officier de dragons, dont postérité ;
    - Claudine Marguerite de Nompère (° 15 août 1735) ;
    - Claude Marie de Nompère (° 28 avril 1737) ;

  - Magdeleine de Nompère (° décembre 1696) ;
  - François de Nompère (° 1698) ;
  - Marguerite de Nompère (° 9 février 1699) ;
  - Pierre de Nompère (° 1700) ;
  - Anne de Nompère (° mai 1701), mariée avec M. de La Mothe ;
  - Jean de Nompère (° 2 février 1703) ;
  - Claude Marie de Nompère (° 1er mars 1704) ;
  - Anne de Nompère (° août 1705), mariée avec Louis de Burlet ;
  - Claude Marie de Nompère (° 1706) ;
  - Marie Anne de Nompère (° 1708) ;
  - François Joseph de Nompère (° 1711) ;
  - Marie Anne de Nompère ;
  - Charles de Nompère (° 1713) ;
  - Eléonore de Nompère.

### Les ducs de Cadore
Jean-Baptiste de Nompère de Champagny avait épousé, le 22 janvier 1787 à Saint-Vincent-de-Boisset, Victoire Blandine Huë de Grosbois (née le 4 janvier 1770 à Roanne - décédée le 4 février 1821 à Paris Xe, inhumée au cimetière du Montparnasse (3e division, 315 P 1834)), fille d'Antoine Hue de Grosbois (1735-1771), seigneur de Grosbois, capitaine au corps royal d'artillerie.
- Ensemble, ils eurent :
  - Marguerite Nicole de Nompère de Champagny, dite « Zoé de Champagny » (née le 18 octobre 1788 à Roanne - décédée le 18 février 1837 à Paris), mariée le 17 décembre 1805 avec Claude-Étienne Chaillou des Barres[4] (1784-1857), 1er baron Chaillou des Barres, préfet de l'Ardèche puis de la Creuse, dont une fille ;
  - Claude Gustave de Nompère de Champagny (1790-1792) ;
  - Louise Alix Joséphine de Nompère de Champagny dite « Zéphyrine Nompère de Champagny de Cadore » (née le 11 mai 1793 à Saint-Vincent-de-Boisset - décédée le 14 octobre 1824 à Chauconin), mariée, le 16 août 1810 à Paris, avec Emmanuel Camus du Martroy (1786-1843), baron du Martroy et de l'Empire, 1er vicomte du Martroy, préfet de la Creuse de 1810 à 1814, préfet de l'Ain de 1815 à 1820, préfet du Puy-de-Dôme de 1820 à 1823 et préfet de la Haute-Garonne de 1828 à 1830, dont postérité ;
  - Charles de Nompère de Champagny (1794-1799) ;
  - Louis Alix de Nompère de Champagny (né le 12 juin 1796 à Saint-Vincent-de-Boisset - décédé le 27 janvier 1870 à Boulogne-sur-Seine), 2e duc de Cadore, pair de France (membre de la Chambre des pairs) sous la monarchie de Juillet, diplomate, marié, le 17 mai 1824 à Paris Ier avec Caroline Élisabeth Lagrange (née le 6 août 1806 à Paris - décédée le 1er septembre 1870 au 34, rue de Clichy, Paris 9e, inhumée le 3 septembre 1870 au cimetière du Montparnasse (315 P 1834)), fille de Joseph Lagrange (1763-1836), comte Lagrange et de l'Empire, général d'Empire et de Marie de Talhouët-Bonamour (1786-1849). Ensemble, ils eurent :
    - Françoise Jeanne de Nompère de Champagny dite « Fanny » (née le 13 septembre 1825 à Paris - décédée le 9 mai 1899 à Florence), mariée le 4 octobre 1846 à Rome, avec Clemente Rospigliosi-Gioeni (né le 15 juin 1823 à Rome - décédé le 28 janvier 1897 à Florence), duc de Zagarolo, 6e prince Rospigliosi-Gioeni et du Saint-Empire, 10e prince de Castiglione, dont postérité ;
    - Camille Louis Marie François de Nompère de Champagny (né le 15 septembre 1827 à Paris - décédé le 3 janvier 1882 au château de Buzenval (Rueil-Malmaison)), comte de Champagny, 3e duc de Cadore, chevalier de la Légion d'honneur[5], marié le 7 mars 1854 à Paris, avec Marie du Val de Bonneval (née le 3 juillet 1833 à Paris - décédée le 19 mai 1885 à Paris), fille d'Oscar du Val de Bonneval (1798-1878), 7e marquis de Bonneval, sans postérité ;
    - Marie Adélaïde Paule Josèphe de Nompère de Champagny dite « Marie de Nompère de Champagny de Cadore » (née le 6 avril 1838 à Pise - décédée le 13 février 1922 à Cannes, inhumée en 1922 au cimetière du Montparnasse (509 P 1844)), mariée le 6 juin 1863 à Rome, avec Georges Napoléon Baude (né le 24 février 1830 à Paris 11e - décédé le 13 février 1887 au 191, boulevard Saint-Germain, Paris 7e, inhumé le 17 février 1887 au cimetière du Montparnasse (509 P 1844)), diplomate, ambassadeur de France près le Saint-Siège de 1876 à 1878, dont postérité.

  - Marie Henriette de Nompère de Champagny (née le 17 novembre 1797 à Saint-Vincent-de-Boisset - décédée le 1er mai 1852 à Paris, inhumée le 3 mai 1852 au cimetière du Montparnasse (3e division, 315 P 1834)), mariée, le 1er août 1817 à Paris, avec Pierre Tissot de La Barre de Mérona (né le 12 mars 1793 - décédé le 23 novembre 1854), maire de Mérona, conseiller général du Jura, diplomate, dont postérité ;
  - Élisabeth de Nompère de Champagny (1800-1800) ;
  - Marie Nicole Blandine de Nompère de Champagny (née le 17 septembre 1801 à Paris, baptisée le 17 septembre 1801 à l'église des Crames (Paris) - décédée le 9 mars 1865 à Paris), mariée, le 5 juillet 1820 à Paris, avec Alfred Mesnard de Chousy (né le 28 juillet 1792 - décédé le 23 octobre 1833 à Paris), comte de Chousy, chambellan de l'hôtel du Roi, dont postérité ;
  - François-Joseph-Marie-Thérèse de Nompère de Champagny dit « Franz de Champagny » (né le 8 septembre 1804 à Vienne - décédé le 4 mai 1882 à Paris), 4e duc de Cadore, historien, membre de l'Académie française (n° 420, fauteuil 4), marié, le 15 mai 1834, avec Marie Charlotte Jeanne Camus du Martroy (née le 11 juin 1813 - décédée le 29 janvier 1892 à Paris). celle-ci n'est autre que sa nièce, fille de Emmanuel Camus du Martroy (1786-1843), baron du Martroy et de l'Empire et de « Zéphyrine Nompère de Champagny de Cadore » (née le 11 mai 1793 à Saint-Vincent-de-Boisset - décédée le 14 octobre 1824 à Chauconin), sœur de l'écrivain. La forte consanguinité du couple pourrait expliquer les nombreux cas de surdi-mutité et de mortalité des enfants :
    - Marguerite de Nompère de Champagny (1840-1844). « Très intelligente, très avancée, Marguerite donnait des signes d'une précocité extraordinaire et âgée de trois ans à peine, elle entourait déjà sa sœur des plus prévenantes sollicitudes ; à quatre ans une méningite l'emporta. »
    - Marie Emmanuel de Nompère de Champagny (né le 14 avril 1841 à Paris 2e) ;
    - Blandine de Nompère de Champagny (née le 14 avril à 1841 à Paris - décédée le 22 mars 1909 au château des Trois-Moulins), sourde-muette de naissance, mariée, le 9 novembre 1864 à Paris, avec Charles de La Forest Divonne (1830-1908), comte de la Forest Divonne, également sourd-muet de naissance, dont :
      - François de La Forest-Divonne (1872-1929), propriétaire du château des Trois-Moulins. Marié à Anne Hronesh (américaine). Ils vivront au château des Trois-Moulins, jusqu'en 1929, avant de partir pour les États-Unis, avec leurs enfants.
      - Paul de La Forest-Divonne (1875-1940), maire de Rubelles. Tué pendant l'exode de 1940 dans le Loiret.

    - Pierre de Nompère de Champagny (1842-1862), qui décédera de maladie à l'adolescence.
    - Alix de Nompère de Champagny (1843-1843), mort en bas âge, sourd-muet.
    - Emmanuel de Nompère de Champagny (1846-1846), mort en bas âge, sourd-muet.
    - André de Nompère de Champagny (1849-1849), mort en bas âge, sourd-muet.
    - Geneviève de Nompère de Champagny (1851-1851), morte en bas âge, sourde-muette.
    - Marguerite de Nompère de Champagny (1865-1865), morte en bas âge, sourde-muette ;

  - Napoléon Marie de Nompère de Champagny (né le 29 octobre 1806 à Paris - décédé le 31 janvier 1872 au château de La Balluère (Broons-sur-Vilaine)), comte de Champagny, avocat, député du Morbihan de 1852 à 1870, marié, le 30 juillet 1836 à Paris Ier (paroisse Sainte-Madeleine), avec Adèle Marie de Corbineau, fille d'Hercule Corbineau (né le 10 avril 1780 à Marchiennes - décédé le 5 avril 1823 à Châlons-sur-Marne, inhumé au cimetière de l'Ouest à Châlons-sur-Marne (section B, rangée 1, tombe 1)), général d'Empire, sans postérité ;
  - Jérôme-Paul de Nompère de Champagny (né le 9 mars 1809 à Paris - décédé le 29 mars 1893 à Versailles), comte de Champagny, 5e duc de Cadore, député des Côtes-du-Nord de 1853 à 1878, marié, le 16 août 1852 à Paris, avec Nathalie Duchanoy (née le 1er mai 1826 à Paris - décédée le 28 juillet 1906 à Paris, inhumée au cimetière du Montparnasse), fille de Louis Duchanoy (né le 6 août 1781 à Paris - décédé le 29 juillet 1847 à Vichy, inhumé le 10 août 1847 au cimetière du Père-Lachaise), ingénieur des ponts et chaussées, égyptologue dont :
    - Marie Victoire Louise Charlotte de Nompère de Champagny (née le 8 septembre 1853 à Paris - décédée en 1918 à Paris, inhumée au cimetière du Montparnasse) ;
    - Marie Jeanne Valentine Pauline de Nompère de Champagny (née le 8 septembre 1853 à Paris - décédée en 1940 à Paris, inhumée au cimetière du Montparnasse) ;
    - Emma Nathalie de Nompère de Champagny (née le 11 octobre 1858 au château de Collinances (Meaux) - décédée le 4 août 1932 à Neuilly-sur-Seine, inhumée au cimetière du Montparnasse).
      - Yves Marie de Nompère de Champagny (1895-1969), comte de Champagny, 6e duc de Cadore. Par jugement du tribunal civil de la Seine du 18 juillet 1919, confirmé en cour d'appel de Paris le 8 octobre suivant et transcrit sur les registres d'état civil de Paris VIIIe le 19 novembre 1919, Emma adopta, sous le nom de « de Nompère de Champagny de Cadore », son « neveu » Yves de Nompère de Champagny, arrière-petit-fils de Nicolas de Nompère de Champagny (issu de la branche aînée de la famille). Ce dernier a porté le titre de duc de Cadore conformément aux lettres patentes de Napoléon Ier signées en 1809 permettant la transmission du titre par les femmes ;
        - Henri Marie de Nompère de Champagny (1924-2010), comte de Champagny, marquis puis 7e duc de Cadore. Marié en 1949 à Françoise de Pierre de Bernis (décédée en 2010), sans postérité ;
        - Marie Henriette de Nompère de Champagny de Cadore (née en 1925 - décédée le 22 octobre 2013). Mariée le 22 avril 1950 à François de Bodin (1922-2000), vicomte de Galembert, dont postérité ;

    - Marie Clotilde Napoléonne Isabelle Irène Aliénor de Nompère de Champagny (née le 28 juin 1868 à Versailles - décédée le 11 juillet 1890 à Paris, inhumée au cimetière du Montparnasse).

## Alliances
Cette famille a scellé des alliances avec les familles suivantes : d'Aurillon de Chastel, de Bersac de Talent, des Boucauds de Joux, Burlet, Chamerlat, Courtin de la Mothe-Saint-Vincent, de Foudras, Mathieu de Bachelard, de Montcorbier de Pierrefitte, de la Mothe, de Neufville, Pajot de la Font, Perrin, Ponssac de la Faye, Quarré, de Rostaing-Vauchette, de la Salle de Genouilly, des Verchières de Lentigny, Audren de Kerdrel, Terray, des Nouhes, etc.

## Titres
- Comte de Champagny et de l'Empire (24 avril 1808).
- Duc de Cadore (15 août 1809).

## Armoiries
| Image | Armes de la famille de Nompère |
| ----- | --- |
|       | Armes des Nompère de Champagny sous l'Ancien Régime D'azur, à trois chevrons brisés d'or., |
|       | Armes du comte de Champagny et de l'Empire Selon ses lettres patentesD'azur, aux trois chevrons brisés en or, posés en pal ; et pour livrées : les couleurs or et bleu nuancé,. On trouve aussiD'azur, à trois chevrons brisés, alésés et superposés d'or ; « franc-quartier » des comtes ministres brochant. |
|       | Armes du duc de Cadore et de l'Empire « Le règlement d'armoiries accompagnant la concession du titre de duc, 29 septembre 1809, indique les trois chevrons alésés et non brisés (1), mais les armes de famille portant les chevrons brisés on est arrivé à décrire ceux-ci alésés et brisés (2). On note plus tard le retour aux armes anciennes, mais avec conservation du chef de l'Empire, le tout sous une couronne ducale (4). » — Jean-Baptiste Rietstap, Armorial général, t. 1 et 2, Gouda, G.B. van Goor zonen, 1884-1887 - Livrées : or et bleu nuancé - (1) : D'azur, à trois chevrons alésés d'or ; au chef des ducs de l'Empire brochant., - (2) : D'azur, aux trois chevrons brisés, alaisés et superposés d'or ; « franc-quartier » des Comtes Ministres ; chef des ducs de l'Empire brochant., - (3) : D'azur, à trois chevrons brisés et alésés d'or, au chef de gueules, semé d'étoiles d'argent., - (4) : D'azur, aux trois chevrons brisés en or, posés en pal, au chef de gueules, semé d'étoiles d'argent. |
|       | Armes du duc de Cadore sous la Restauration, pair de France (4 juin 1814, 2 juin 1815 (Cent-Jours : révoqué par l'ordonnance du 24 juillet 1815), baron-pair héréditaire (5 mars 1819, lettres patentes du 24 avril 1820), D'azur, aux trois chevrons brisés en or, posés en pal, au chef de gueules, semé d'étoiles d'argent. |

## Galerie de portraits

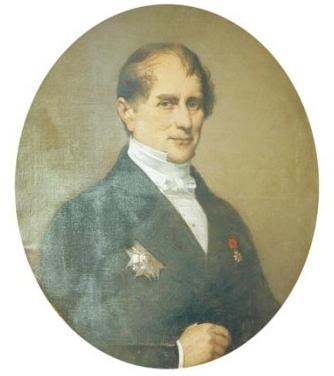
Nicolas de Nompère, vicomte de Champagny (1789-1863).
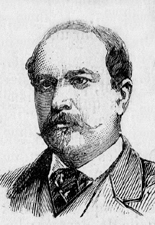
Henri de Nompère de Champagny (1831-1885).
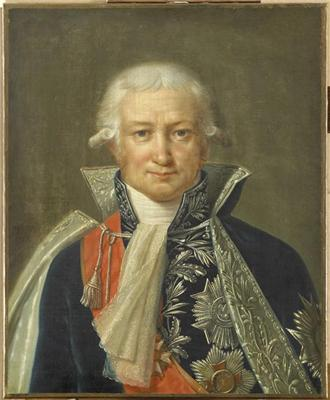
Jean-Baptiste Nompère de Champagny, comte de Champagny, 1er duc de Cadore (1756-1834) (Jean-Joseph Ansiaux, château de Compiègne).
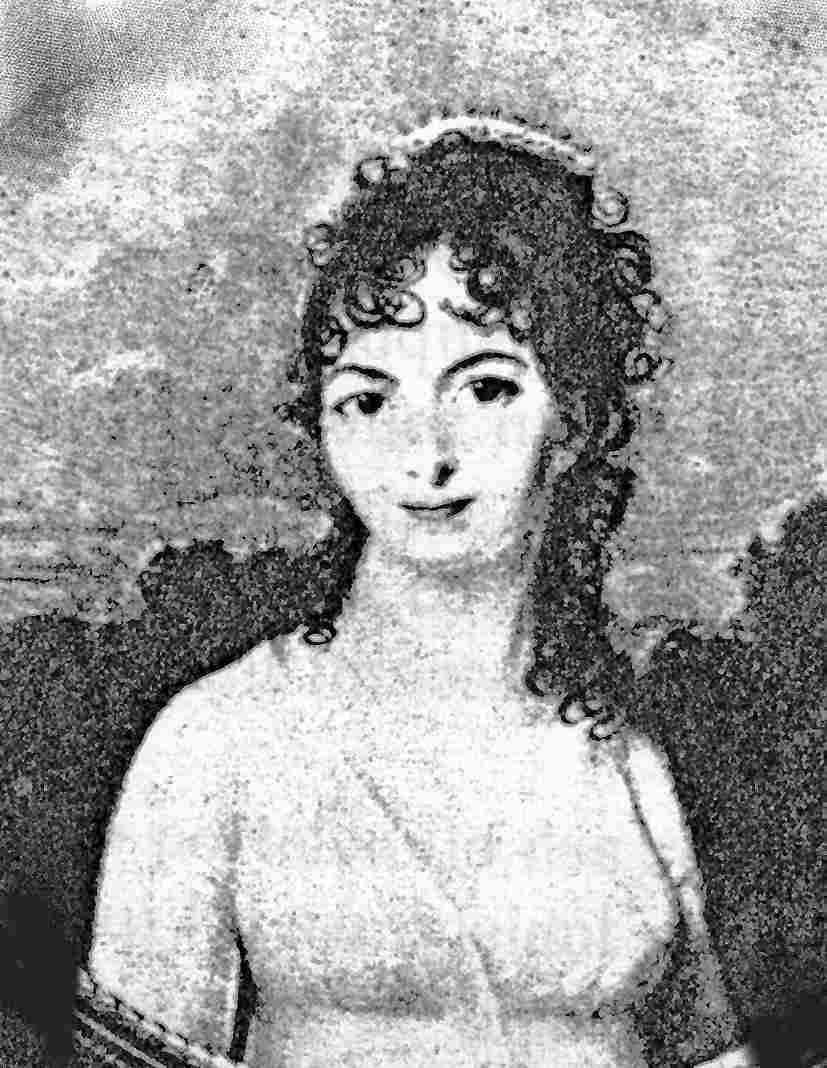
Victoire Blandine Huë de Grosbois (1770-1821), épouse du 1er duc de Cadore.
Caroline Elisabeth Lagrange (1806-1870), épouse du 2e duc de Cadore (Franz Xaver Winterhalter, Château du Lude, 1821).
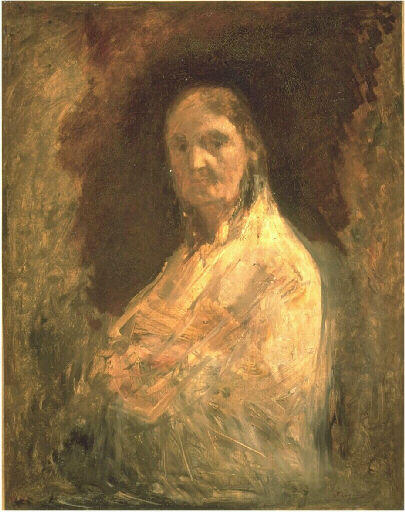
Caroline Elisabeth Lagrange (Jean-Baptiste Carpeaux, Musée des beaux-arts de Valenciennes, vers 1861).
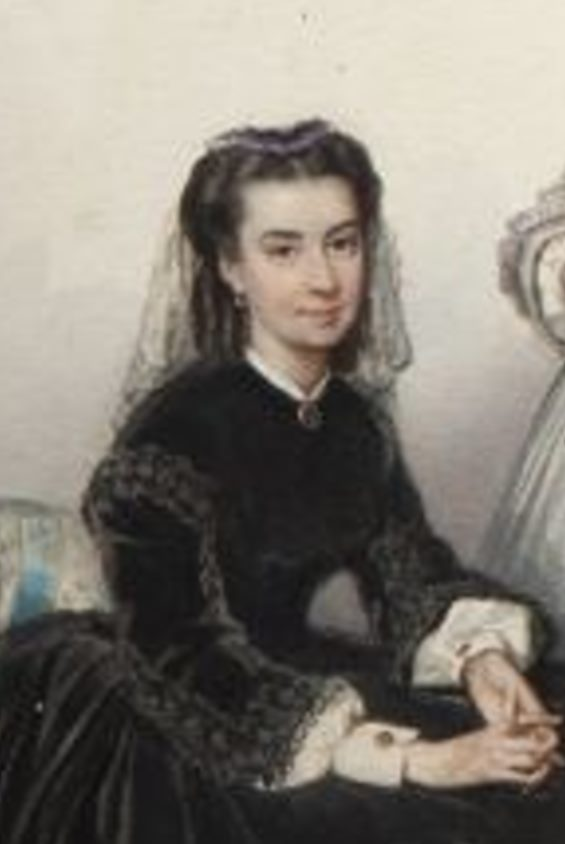
Françoise de Nompère de Champagny (1825-1899).
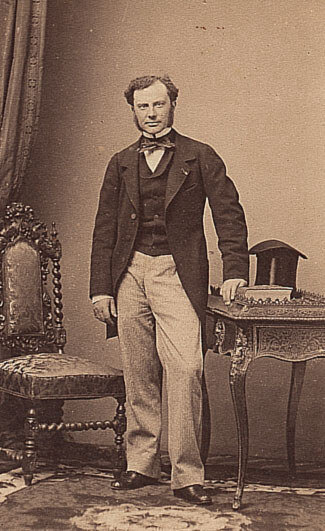
Camille de Nompère de Champagny (1827-1882), 3e duc de Cadore.
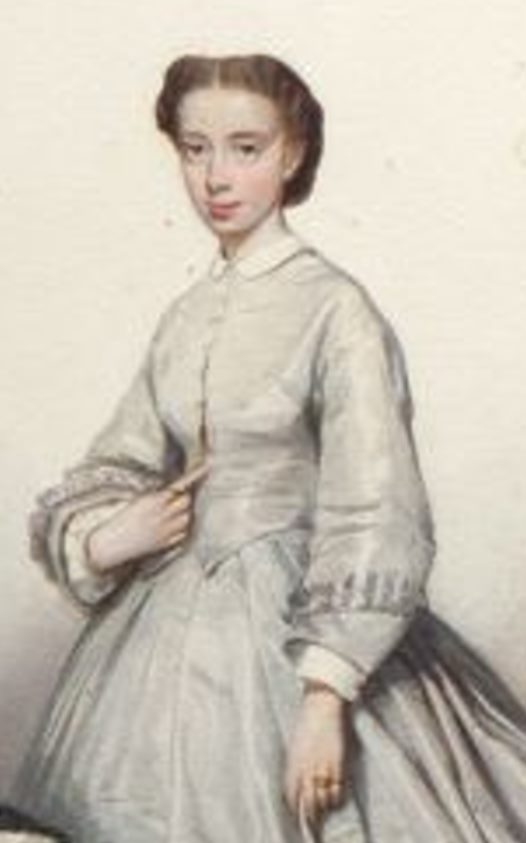
Marie de Nompère de Champagny (1838-1922).
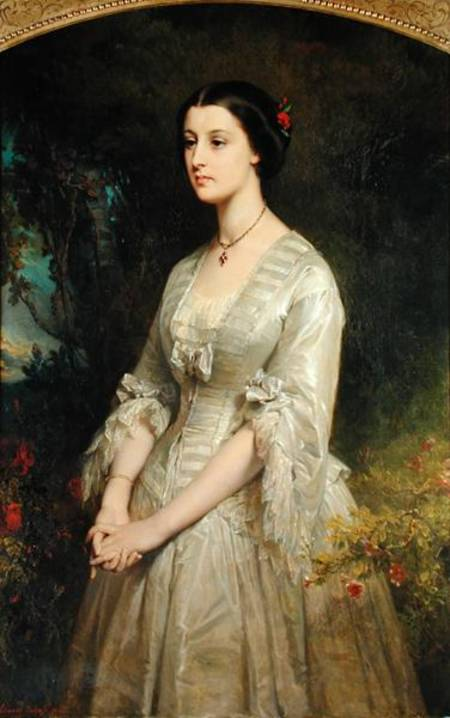
Marie Valentine du Val de Bonneval (1833-1885), épouse du 3e duc de Cadore.
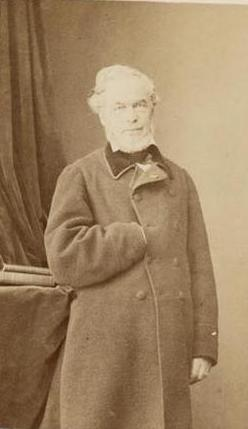
« Franz de Champagny » (1804-1882), 4e duc de Cadore.
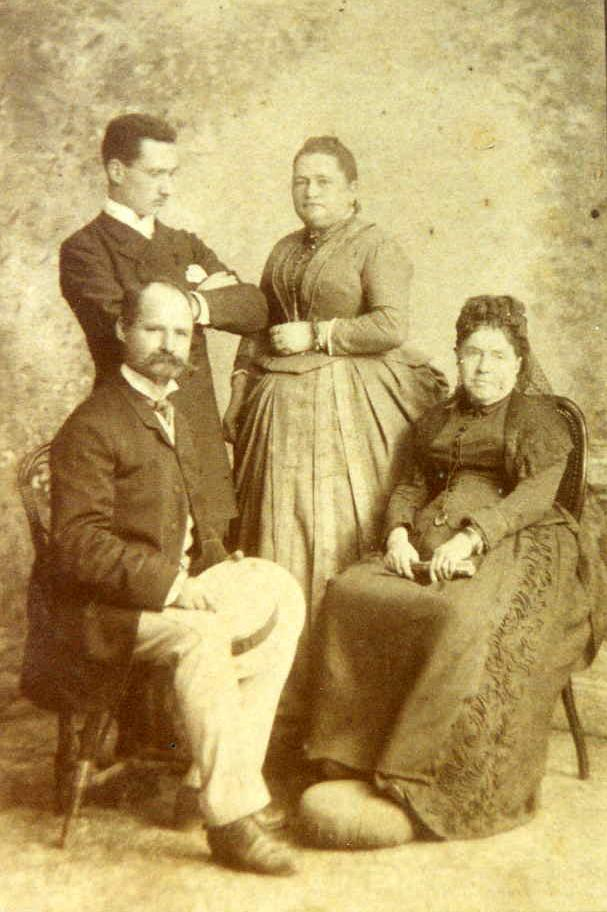
Sur la photo : à droite Marie Camus du Martroy (1813-1892), avec sa fille Blandine (1841-1909), son gendre Charles (1830-1908), comte de la Forest Divonne et son petit-fils François, comte de la Forest Divonne.
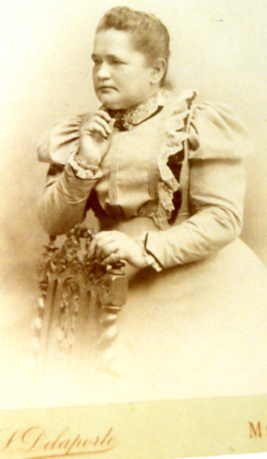
Blandine de Nompère de Champagny (1841-1909).
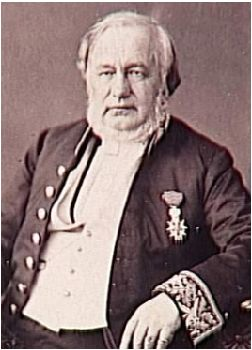
Napoléon Marie de Nompère de Champagny (1806-1872).
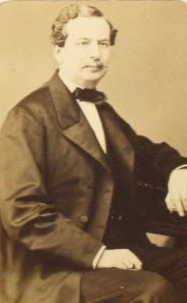
Jérôme-Paul de Nompère de Champagny (1809-1893), 5e duc de Cadore.
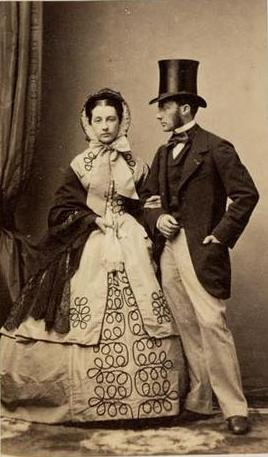
Jérôme-Paul de Nompère de Champagny et son épouse Nathalie Duchanoy (1826 -1906).

## Châteaux
- Château du Mont et de Rongefer (Saint-Nizier-sous-Charlieu).
- Château de Champagny (Saint-Haon-le-Vieux).
- Château de la Bastie d'Urfé (Saint-Étienne-le-Molard).
- Château de Kerduel (Pleumeur-Bodou).
- Château de Somloire (Somloire).
- Château de Buzenval (Rueil-Malmaison).
- Domaine et château des Marmousets (La Queue-en-Brie)[15].
- Château des Trois-Moulins[16] (lieu-dit à cheval sur les communes de Maincy, Melun et Rubelles).

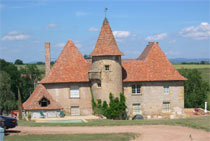
Château du Mont (Saint-Nizier-sous-Charlieu)
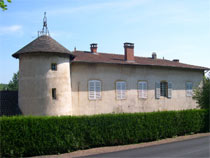
Château de Rongefer (Saint-Nizier-sous-Charlieu)
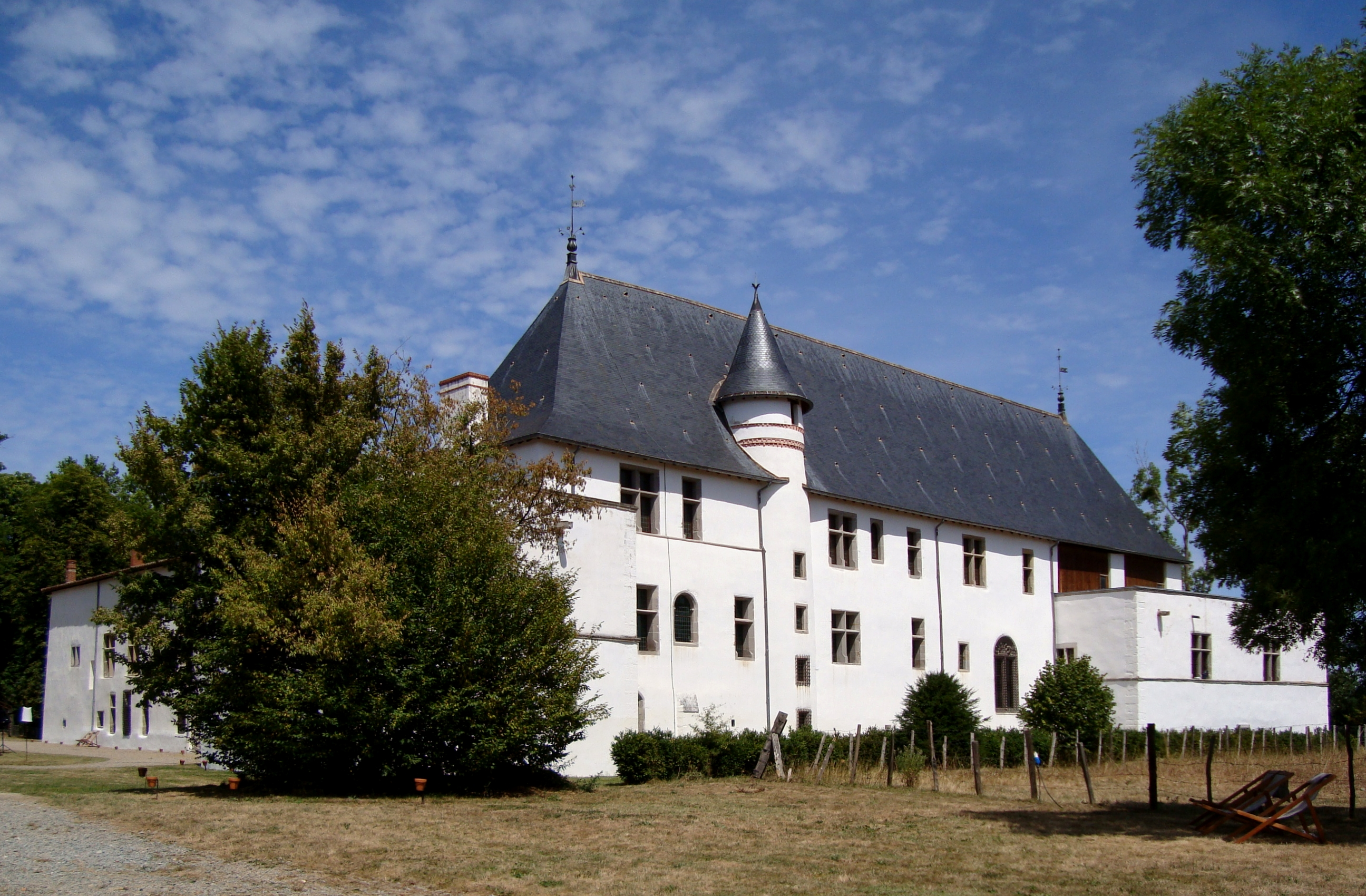
Château de la Bastie d'Urfé (Saint-Étienne-le-Molard)